# Щипско клане
Щипското клане е погром над българите в град Щип, извършен на 21 ноември 1911 година, към края на османското владичество в Македония. Изстъпленията на местни мюсюлмани срещу българите допринасят за изостряне на отношенията между свободна България и Османската империя и избухване на Балканската война през есента на 1912 година.

## Обстановка по време на клането
Непосредствено след идването на власт на младотурците в Цариград през юли 1908 година в европейските владения на Османската империя настъпва кратък период на относителни търпимост и политическо равноправие на народностите. От втората половина на 1909 година обаче младотурското правителство започва преследване на българските сдружения и дейци на четническото движение. При тези условия в началото на 1911 година бивши дейци на ВМОРО (Тодор Александров, Христо Матов и др.) възстановяват организацията, саморазпуснала се след Младотурската революция, и подновяват въоръжената борба срещу османския режим. Близо осем години след неуспеха на Илинденско-Преображенското въстание, те избират за своя тактика саботажите и бомбените атентати. Целта е да се привлече вниманието на международната общност върху положението на българите в Македония и да се създадат предпоставки за тяхното освобождаване. През 1911 година от България в Османската империя преминават няколко чети. Те извършват нападения по железопътните линии, свързващи Солун с Дедеагач, Битоля и Скопие.

## Събитията на 21 ноември 1911 година
На 21 ноември 1911 година сутринта четник, преоблечен като български селянин, поставя бомба пред джамия в Щип. При взрива не са нанесени големи материални щети, но един турчин е убит. Скоро след това на площада се събират тълпи от турци, босненски изселници (мухаджири), цигани и евреи, които се нахвърлят върху българите, дошли на пазар в града, и върху местни жители. В убийствата вземат участие и полиция и жандарми. Погромът продължава по-малко от час, до намесата на турската войска, която спира побоищата и обирите. Резултатът е 20 загинали и 282 ранени българи.

## Последствия
Следствието и съдебните процеси срещу извършителите приключват през май 1912 година. Обвиняеми са 72 души, от които 65 мюсюлмани, 5 евреи и 2 българи. Оправдани са 19 души. Други 30 получават ниски присъди и са освободени заради периода, прекаран в ареста. Двама турци и двама българи са осъдени на доживотен затвор, останалите 18 подсъдими получават присъди между 6 месеца и 15 години затвор.
След Щипското клане в Царство България се провеждат масови демонстрации с искане към правителството за „избавяне на Македония и Одринско от турско робство“.